# Hontanx
Hontanx es una comuna francesa situada en el departamento de Landas, en la región de Nueva Aquitania.

## Demografía
| 643 | 582 | 501 | 504 | 513 | 533 | 611 |
| Para los censos de 1962 a 1999 la población legal corresponde a la población sin duplicidades (Fuente: INSEE [Consultar]) |     |     |     |     |     |     |